# Habrocestum penicillatum
Habrocestum penicillatum là một loài nhện trong họ Salticidae.
Loài này thuộc chi Habrocestum. Habrocestum penicillatum được Lodovico di Caporiacco miêu tả năm 1940.